# Vrije Universiteit Amsterdam
Vrije Universiteit Amsterdam je veřejná výzkumná univerzita v nizozemském Amsterdamu. Byla založená v roce 1880. Zakladatelem byl politik a budoucí premiér Abraham Kuyper. Sousloví Vrije Universiteit by se dalo přeložit jako "svobodná univerzita" a byla tím původně míněna nezávislost jednak na státu a také na Nizozemské církvi (protestantské). Název je však dnes již trochu paradoxní, neboť ač byla původně univerzita založena jako soukromá, dnes se o nezávislosti na státu již nedá hovořit, od roku 1970 je financována státem (asi ze tří čtvrtin) jako každá veřejná univerzita v Nizozemsku. Přesto zůstal zachován tradiční systém školného. Studuje na ní okolo 30 tisíc studentů. Univerzita se nachází v kompaktním kampusu v jižní čtvrti Buitenveldert v Amsterdamu a sousedí s moderní obchodní čtvrtí Zuidas. Podle QS World University Rankings 2025 jde o 83. nejkvalitnější vysokou školu v Evropě.